# 라임병
라임병(Lyme disease, Lyme borreliosis)은 보렐리아속에 속하는, 적어도 3개의 박테리아 종에 의해 발병하는 감염 질환이다. 사슴 진드기가 그 매개체이다. 병명은 미국 코네티컷주(Connecticut)의 대서양 해안에 위치한 조그마한 소도시 올드 라임(Old Lyme)에서 유래하여 라임병(Lyme Disease)이라고 부른다.

## 증상
열, 두통, 큰 과녁 모양의 피부 발진이 생기며, 나중에는 증상이 심해진다. 나중에는 뇌막염, 심근염, 관절염으로 사망할 수도 있다.

## 예방
진드기에 물리지 않으면 된다. 풀밭에 옷을 벗어두지 말아야 하며,봄철 나들이에 갔다 오면 돗자리를 털어 놓고,오자마자 씻는다면,예방할 수 있다. 또한,미국을 포함한 북미지역에는
더욱 주의해야 한다.

## 치료
항생제가 제일 우선시되는 치료법이다. 그 사용에 대한 구체적인 접근방식은 환자와 질병의 단계에 따라 달라진다. 조기 국소 감염이 있는 대부분의 사람들에게 독시사이클린의 경구 투여는 보렐리아 박테리아뿐만 아니라 진드기가 옮기는 다른 다양한 질병에도 효과가 있으므로 가장 우선시되는 치료제로 널리 권장되고 있다. 독시사이클린을 복용하는 사람들은 햇볕에 그을릴 위험이 더 높기 때문에 햇볕에 노출되는 것을 피해야 한다. 독시사이클린은 8세 미만의 어린이와 임산부 또는 모유 수유하는 여성에서는 사용을 피해야 하며, 대신 사용할 수 있는 항생제에는 아목시실린, 세푸록심 악세틸, 아지트로마이신이 있다. 아지트로마이신은 다른 항생제를 사용하기 어려울 때만 사용이 권장된다.
라임 관절염 치료 후 몇 달 후 관절 부기가 지속되거나 재발할 경우 2차 항생제를 고려할 수 있다. 경구 항생제에 대한 반응이 좋지 않을 경우 정맥 항생제를 사용하는 것이 선호된다. 그 밖에 28일 이상 지속되는 항생제 처방이 효과적이라는 증거는 없으므로 권장하지 않는다. 항생제로 성공적으로 치료한 후에도 IgM과 IgG 항체 수준이 수년 동안 상승할 수 있다. 항체 수준이 치료의 성공을 나타내지 않기 때문에 항체검사는 권장하지 않는다.
안면마비는 치료 없이 해결될 수 있지만, 다른 라임병 합병증을 막기 위해 항생제 치료가 권장된다. 안면마비가 라임병에 의한 것일 때는 코르티코스테로이드를 권장하지 않는다. 안면마비인 경우 깨어 있는 동안 인공눈물을 자주 사용하는 것이 좋으며, 연고와 패치와 함께 사용하거나 잠을 잘 때 눈을 계속 감고 있을 수 있도록 눈을 가릴 것을 권장한다.